# Château Dundurn
Pour les articles homonymes, voir Dundurn.
Le château Dundurn est une maison bourgeoise de style néoclassique située Boulevard York à Hamilton en Ontario au Canada.
Il a été construit au début du XIXe siècle pour sir Allan Napier MacNab, terminé en 1835, il a été désigné lieu historique national en 1984.
La construction de cette demeure de 1700 mètres carrés a duré trois ans et coûté 175 000 dollars. Composé de quarante pièces, le château s’est vu équipé des dernières commodités, telles que le gaz d’éclairage et l'eau courante. Il est actuellement la propriété de la ville d’Hamilton, qui en a fait l’acquisition en 1899 ou 1900 pour la somme de 50 000 dollars,. La ville a dépensé presque trois millions de dollars en vue de sa rénovation et de son ouverture au public. Les pièces ont ainsi été restaurées à leur apparence de 1855, date à laquelle son propriétaire, Sir Allan Napier MacNab, 1er Baronnet, était à l’apogée de sa carrière. De nos jours, des interprètes costumés guident les visiteurs à travers le château et dépeignent la vie quotidienne des années 1850. En 2010, la duchesse de Cornouailles, descendante de Sir Allan MacNab, devient la mécène royale du château Dundurn pour une durée de cinq ans.

## Histoire
Sir Allan MacNab, futur Premier ministre de la province du Canada de 1854 à 1856, fit l’acquisition de la propriété auprès de Richard Beasley, l’un des premiers colons d’Hamilton, quand des difficultés financières forcèrent ce dernier à vendre des terres situées à Burlington Heights (aujourd’hui Dundurn Park). Sir MacNab fit alors construire le château Dundurn sur les fondations de la demeure en brique de Beasley,. La construction fut confiée à l’architecte Robert Charles Wetherall, qui la termina en 1835. Des colonnes et un portique furent ajoutés en 1855 dans le cadre des préparatifs du mariage de Sophia, l'une des filles de Sir MacNab. Après sa construction, le château Dundurn devient célèbre dans tout le pays pour ses grands divertissements. Sir John A. Macdonald et le roi Édouard VII y furent notamment reçus.
Après la mort de Sir MacNab, le domaine servi d’institution pour sourds-muets, puis fut acheté en 1872 par Donald McInnes, qui revendit le château Dundurn à la ville d’Hamilton en 1899. À la fin des années 1960, il fut restauré dans le cadre du Centenaire du Canada. Il est maintenant désigné comme lieu historique national du Canada.
Un strathspey pour cornemuse fut composé en son honneur.

## Le Musée militaire d'Hamilton
Le parc comprend le Musée militaire d’Hamilton (Hamilton Military Museum), installé dans un bâtiment annexe transféré là lorsque la rue York fut élargie pour devenir le boulevard York, dans les années 1970. Ses expositions couvrent, entre autres, la guerre anglo-américaine de 1812, les Rébellions de 1837, la seconde guerre des Boers, la Première et la Seconde guerre mondiale ainsi que le rôle des femmes dans l’armée. Parmi les objets anciens, on peut y voir uniformes, médailles, armes, photographies et autres objets de collection militaires. Le musée comprend également une bibliothèque axée sur l’histoire militaire du Canada, accessible sur rendez-vous.

## Le domaine
Le château Dundurn fonctionne comme un musée municipal et son domaine accueille d'autres attractions. Dundurn Park et ses espaces verts sont notamment prisés des photographes de mariage. Le Cockpit Theatre a plusieurs fois accueilli des évènements et des pièces en plein air.
Une large pièce d’artillerie allemande, butin de la Première guerre mondiale, a été retirée de la partie sud-est du parc au milieu des années 1980. Jusqu’aux alentours de 1990, le domaine disposait d’une volière qui a ensuite été déplacée dans le quartier de Westdale. L’ancien pavillon couvert offrait aux pique-niqueurs un abri contre le froid, mais ces dernières années un jardin clos a pris sa place. Le portail situé à l’entrée du parc était originaire d’Angleterre, tandis que les colonnes de pierre ont été taillées dans la montagne de Dundas. En 1931, une partie du portail fut retirée et transportée au Chedoke Golf Club.
Dundurn Park possède sa propre fabrique, située à l’est du château. Fidèle à son objectif, elle n’a pas manqué de dérouter plusieurs personnes qui ont cru y voir un théâtre, une laverie, un hangar à bateaux, un cellier, un bureau, une chapelle pour la femme catholique de Sir Allan, ou bien même un ring pour combat de coqs, bien qu’aucune preuve de ce dernier usage n’ait jamais été trouvée. Une légende urbaine raconte qu’il existe de nombreux tunnels reliant le château à différents endroits du domaine, et que l’une de leurs entrées se trouve dans la fabrique,.
Sir Allan MacNab fut enterré, à l’origine, dans le domaine de Dundurn Park en 1862, entre le château Dundurn et le château Dean, au coin de la rue Locke et de la rue Tecumseh. En 1909, son corps fut transporté au Holy Sepulchre Cemetery, dans Hamilton ouest. Sa tombe y resta anonyme jusqu’en 1967, date à laquelle le Canadian Club d’Hamilton y plaça un banc et une pierre tombale.
Une plaque incurvée à 360 degrés fut dévoilée au Fieldcote Museum d’Ancaster le 20 juillet 2014 pour marquer le 200e anniversaire de la plus grande pendaison collective de l’histoire canadienne, l’exécution de neuf hommes reconnus coupables de trahison durant la guerre anglo-américaine de 1812. Cet évènement est connu localement sous le nom des Assises sanglantes (Bloody Assize). Ces hommes, transportés depuis York (aujourd'hui Toronto), alors capitale du Haut-Canada, furent exécutés près de l’actuelle rue Inchbury, à l’extrémité est de Dundurn Park. À ce jour, les recherches archéologiques entreprises n’ont pas encore permis de retrouver leur lieu de sépulture.

Un vaste jardin est cultivé près de la bordure est du parc. Ses produits sont utilisés dans la cuisine du château, et le surplus est donné à une banque alimentaire locale. Les visiteurs se voient proposer des tours du château et de la cuisine, où ils peuvent goûter à des mets d’époque.

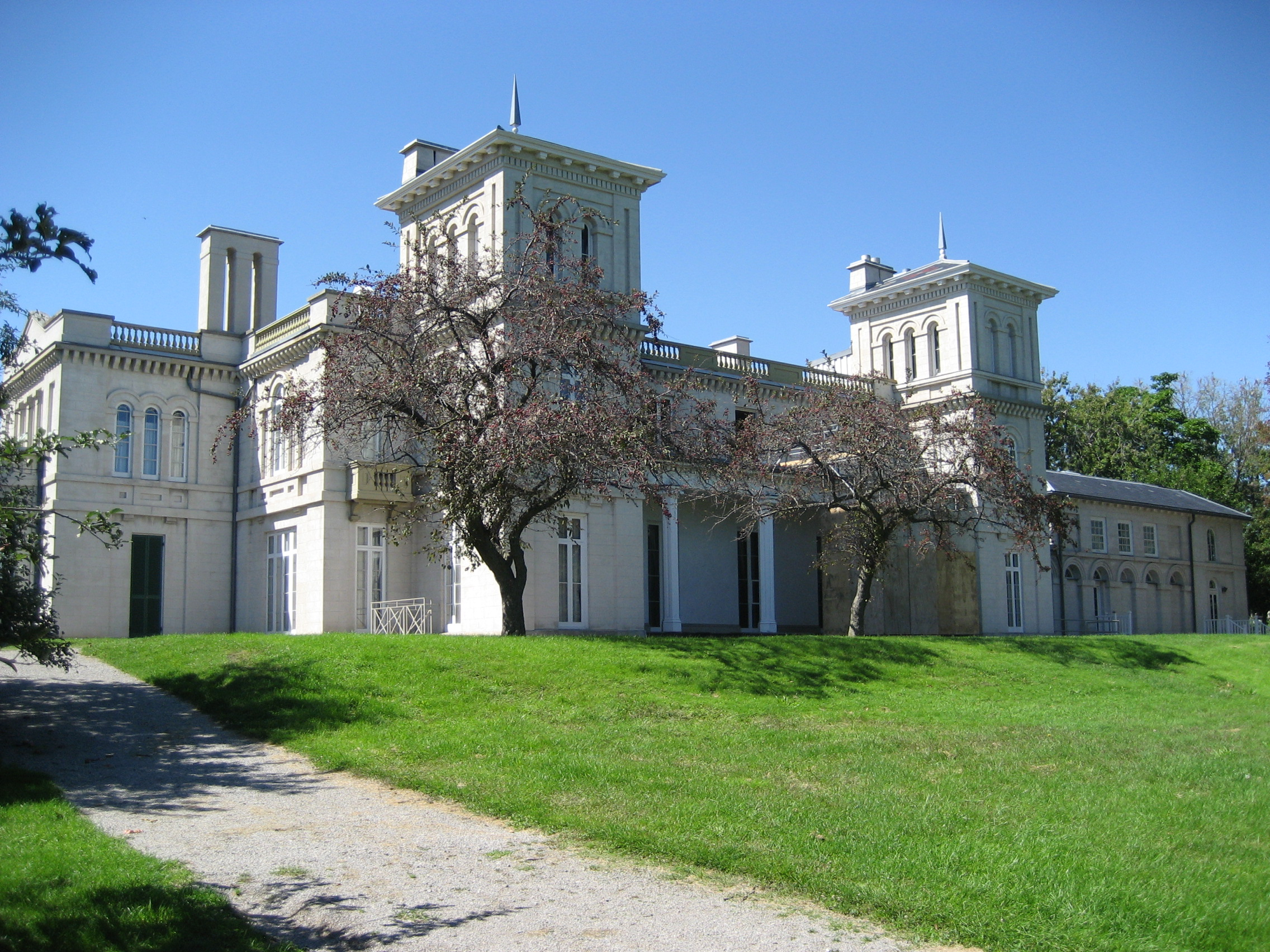
Le château Dundurn (vu de derrière et faisant face à la baie de Burlington)
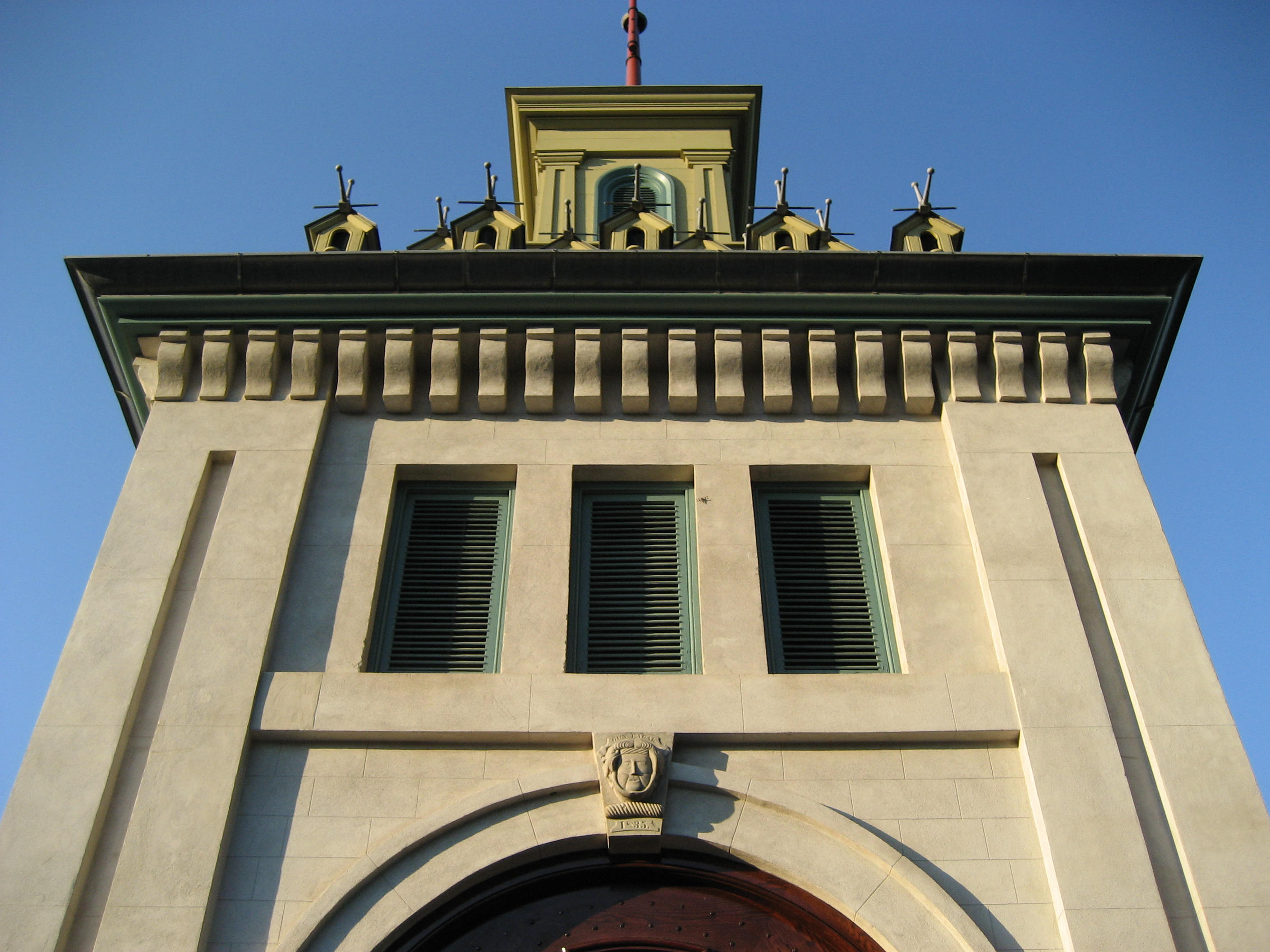
La volière de Dundurn Park
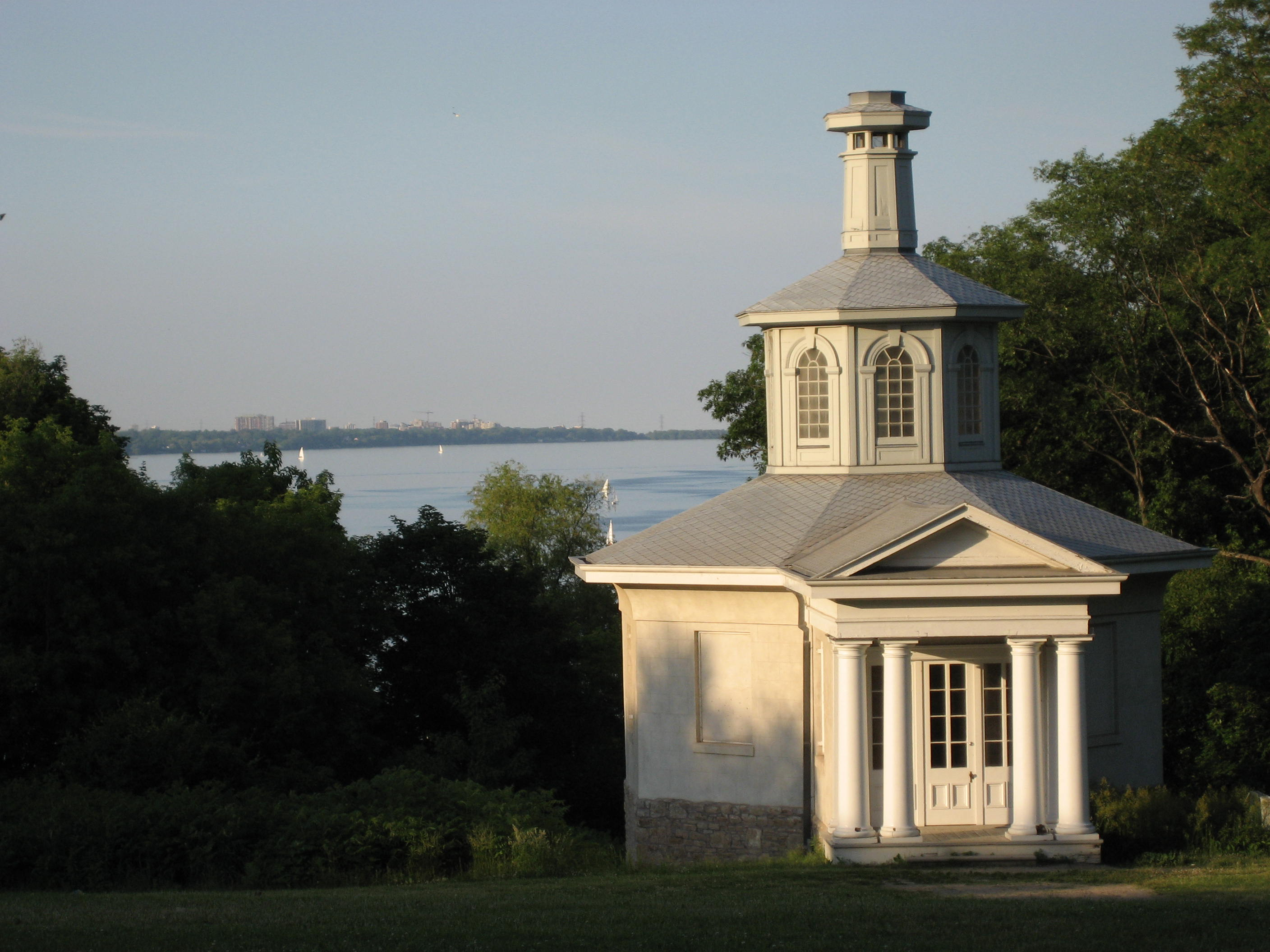
La fabrique de jardin de Dundurn Park